# هانيبال (مسلسل)
هانيبال (بالإنجليزية: Hannibal)‏ هو مسلسل جريمة وإثارة نفسية ورعب أمريكي من تطوير براين فولر لشبكة NBC. المسلسل مبني على شخصيات وعناصر رواية التنين الأحمر (رواية) للكاتب الأمريكي توماس هاريس، ويركز على بداية العلاقة بين المحقق الخاص في مكتب التحقيقات الفيدرالي ويل غراهام والدكتور هانيبال ليكتر، الطبيب النفسي الشرعي الذي يصبح العدو الأكثر دهاءً لغراهام.
على عكس المسلسلات الأخرى التي تعرض على القنوات المفتوحة، جميع مواسم هانيبال مكونة من 13 حلقة. عرض المسلسل لأول مرة على NBC في 4 أبريل، 2013. في 9 مايو، 2014 تم تمديد المسلسل لموسم ثالث. حيث عُرض في 4 يونيو، 2015.
في 22 يناير، 2015، ألغت NBC هانيبال بعد ثلاث مواسم نظرٌا لتدني نِسب المشاهدة. عُرضت الحلقة الأخيرة من المسلسل في 27 أغسطس، 2015 في كندا على قناة Citytv، وعُرضت في الولايات المتحدة بعد يومين على NBC.
لاقى المسلسل إشادات نقدية من النقاد وبالأخص أداء الممثلين الرئيسيين والأسلوب التصويري للمسلسل. فاز أول موسمين من المسلسل بجائزة زحل لأفضل مسلسل تلفزيوني وجائزة أفضل مُمثل لكل من ميكلسن ودانسي على التوالي، وفاز فيشبورن بجائزة أفضل مُمثل مساعد عن الموسم الثاني.

## القصة
ويل غراهام، هو مُنمط جنائي موهوب يتم استدعائه من قِبل العميل الفيدرالي جاك كروفورد، رئيس قسم العلوم السلوكية، من اجل المساعدة في التحقيق في قضية اختفاء 8 فتيات في مينيسوتا. يُؤثر التحقيق بشكل كبير على نفسية غراهام، مما يدفع كروفورد إلى طلب المساعدة من الطبيب النفسي هانيبال ليكتر. في البداية، يعمل ليكتر - الذي هو نفسه سفاح آكل للحوم البشر - على التلاعب بمكتب التحقيقات من الداخل، لكن الروابط التي يَبنيها مع غراهام تبدأ بالتأثير عليه. انبهار ليكتر بقدرة غراهام على التقمص الوجداني مع القتلة السايكوباتيين، يدفعه إلى الضغط على نفسية غراهام الهشة بهدف تحويله إلى قاتل.

## طاقم التمثيل والشخصيات

### الشخصيات الرئيسية
- هيو دانسي بدور ويل غراهام، منمط جنائي ومحقق موهوب. يتصور بأنه يقوم بارتكاب الجرائم التي يحقق بها من أجل إدراك وفهم طبيعة سلوك المجرم؛ مع تقدم أحداث المسلسل، تؤثر التحقيقات بشكل كبير على نفسية غراهام.
- مادس ميكلسن بدور د. هانيبال ليكتر، طبيب نفسي لامع، قاتل متسلسل آكل للحوم البشر وطباخ محترف. يبدي ليكتر اهتماما شديدا بغراهام.
- كارولين دافيرناس بدور د. ألانا بلوم، أستاذة في الطب النفسي، ومستشارة لدي مكتب التحقيقات الفيدرالي. تجمعها علاقة مهنية مع كل من غراهام وليكتر.
- لورنس فيشبورن بدور العميل الخاص جاك كروفورد، رئيس قسم العلوم السلوكية في مكتب التحقيقات الفيدرالي، ورئيس غراهام. (شخصية رئيسية في الموسم 1-2، شخصية ثانوية في الموسم 3)
- جيليان أندرسون بدور د. بديليا دو مورييه، معالجة هانيبال النفسية، والتي ذُكر بأنها تعرضت ذات مرة للإعتداء من قِبل أحد مرضى هانيبال السابقين. (شخصية ثانوية في الموسم 1-2، شخصية رئيسية في الموسم 3)
- هيتين بارك بدور العميلة الخاصة بيفرلي كاتز، محققة فيدرالية متخصصة في تحليل ألياف النسيج. (الموسم 1-2)
- سكوت تومبسون بدور العميل الخاص د. جيمي برايس، محقق فيدرالي متخصص في مجال البصمات. (شخصية ثانوية في الموسم 1-3)
- آرون ابرامز بدور العميل الخاص براين زيلر، محقق فيدرالي. (شخصية ثانوية في الموسم 1-3)

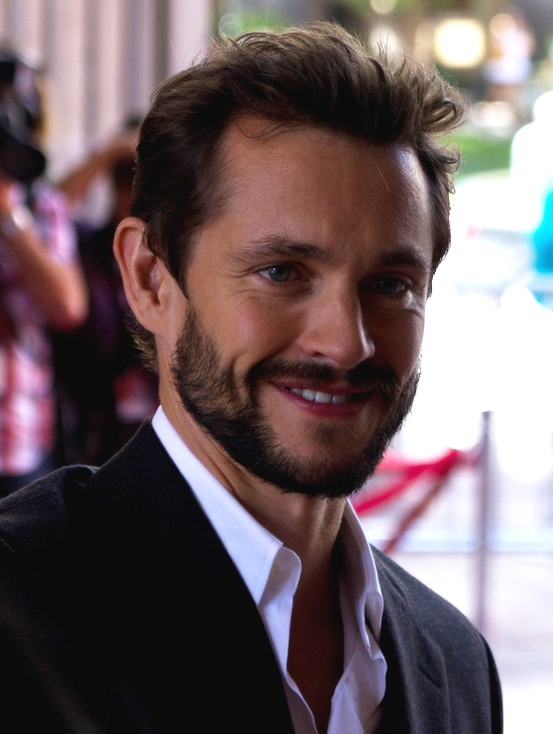
هيو دانسي (ويل غراهام)
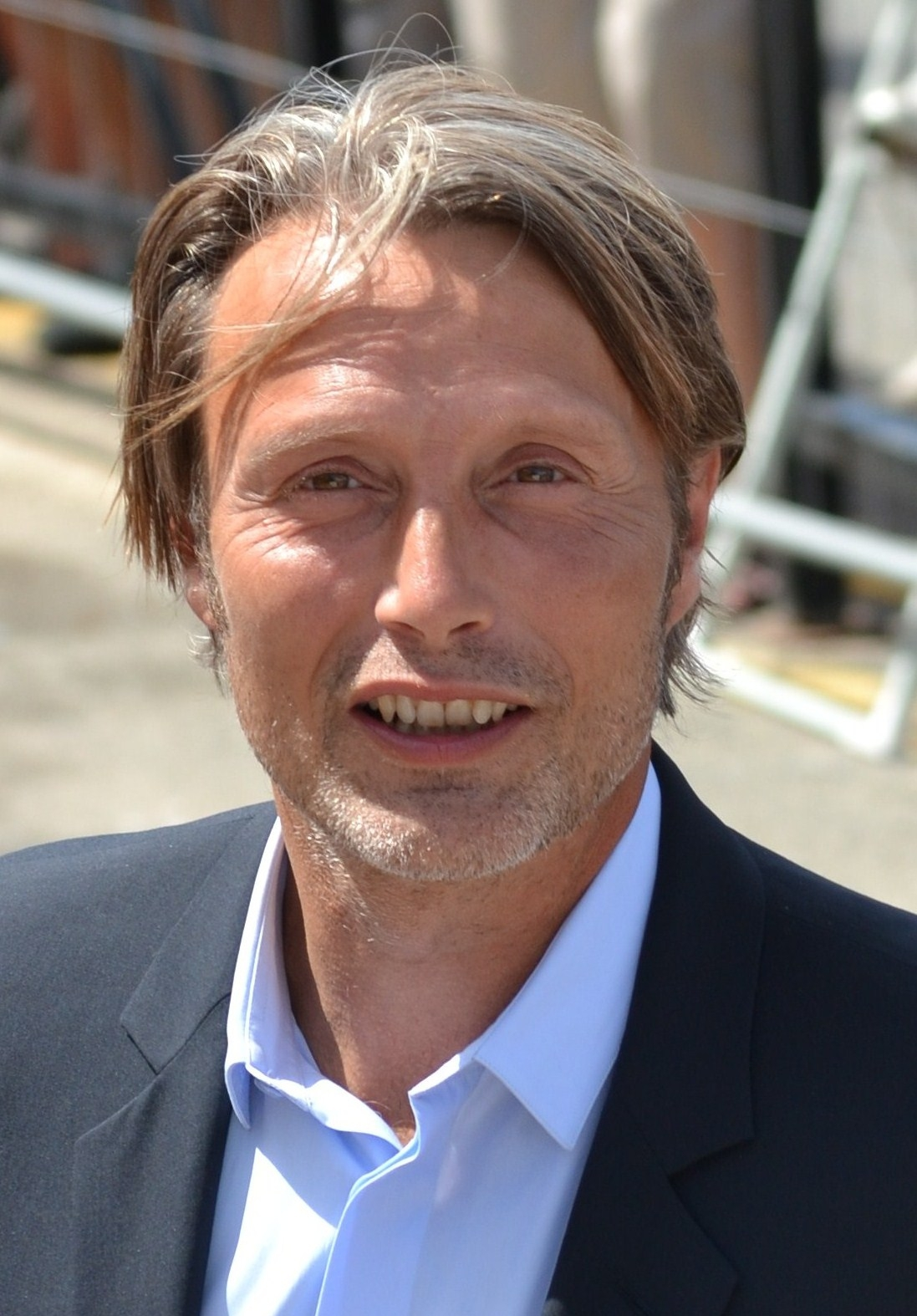
مادس ميكلسن (د. هانيبال ليكتر)
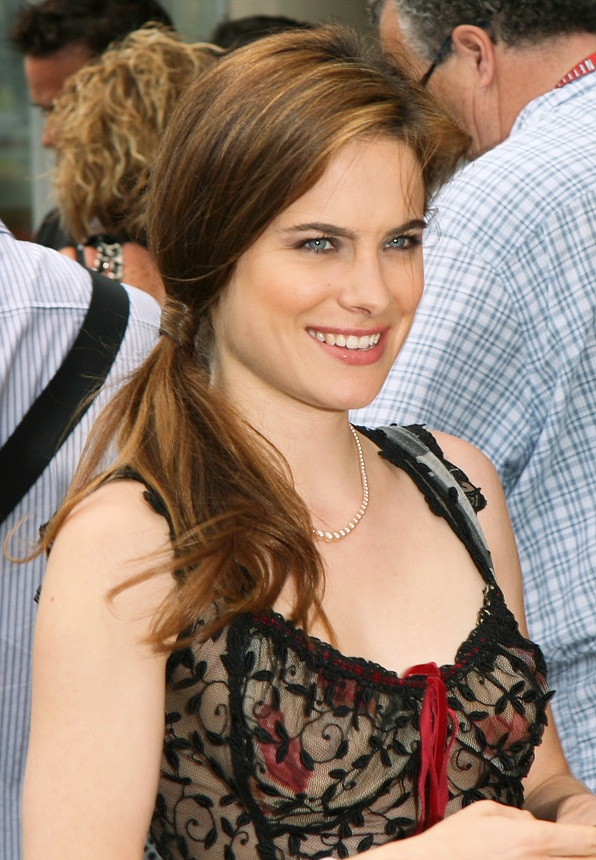
كارولين دافيرناس (د. ألانا بلوم)
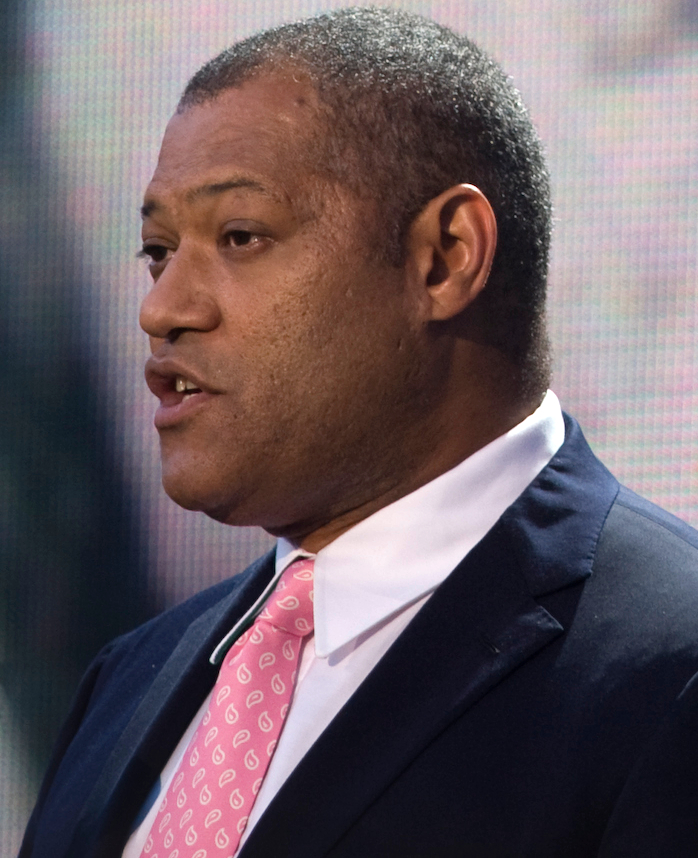
لورنس فيشبورن (جاك كروفورد)
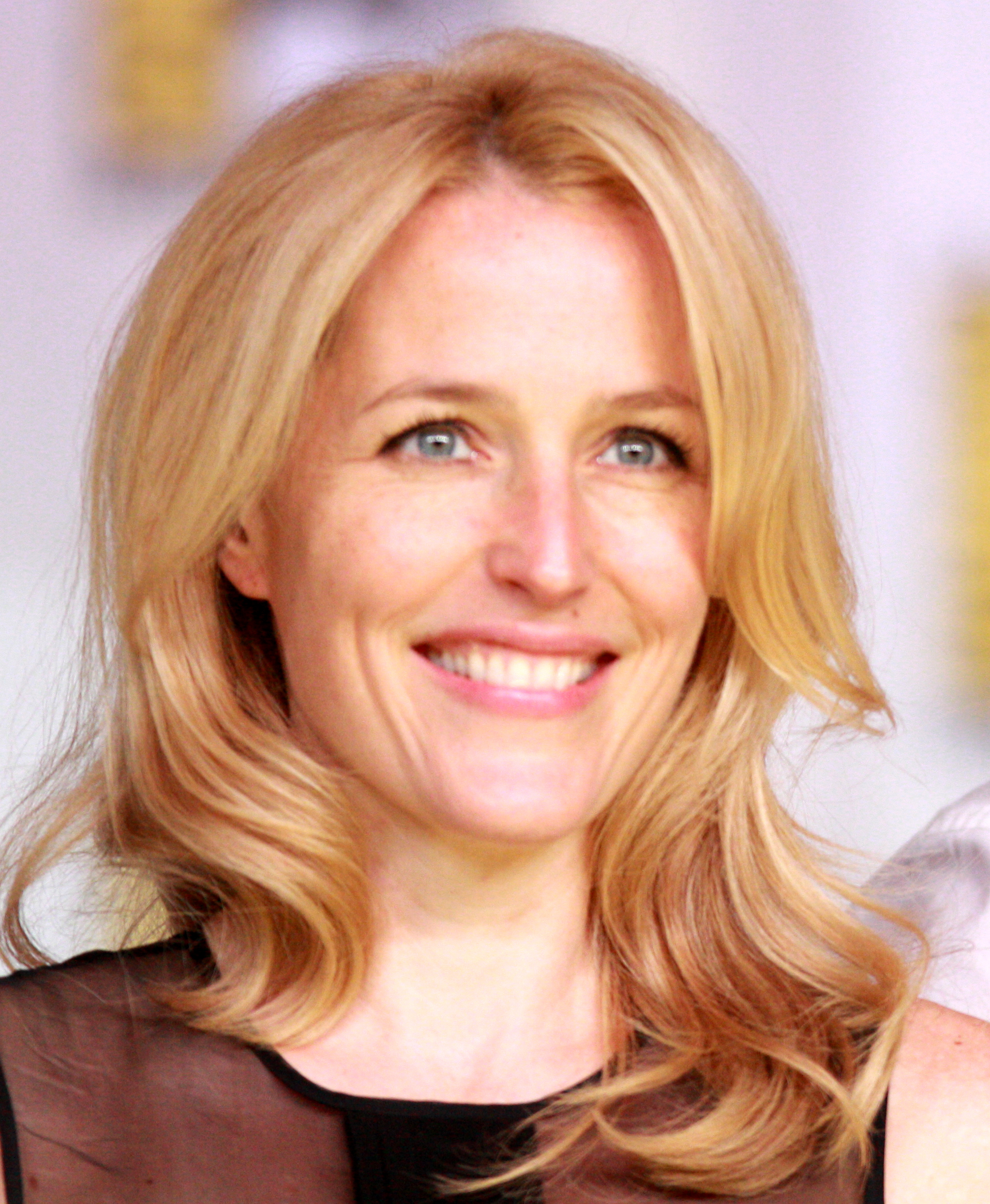
جيليان أندرسون (د. بديليا دو مورييه)
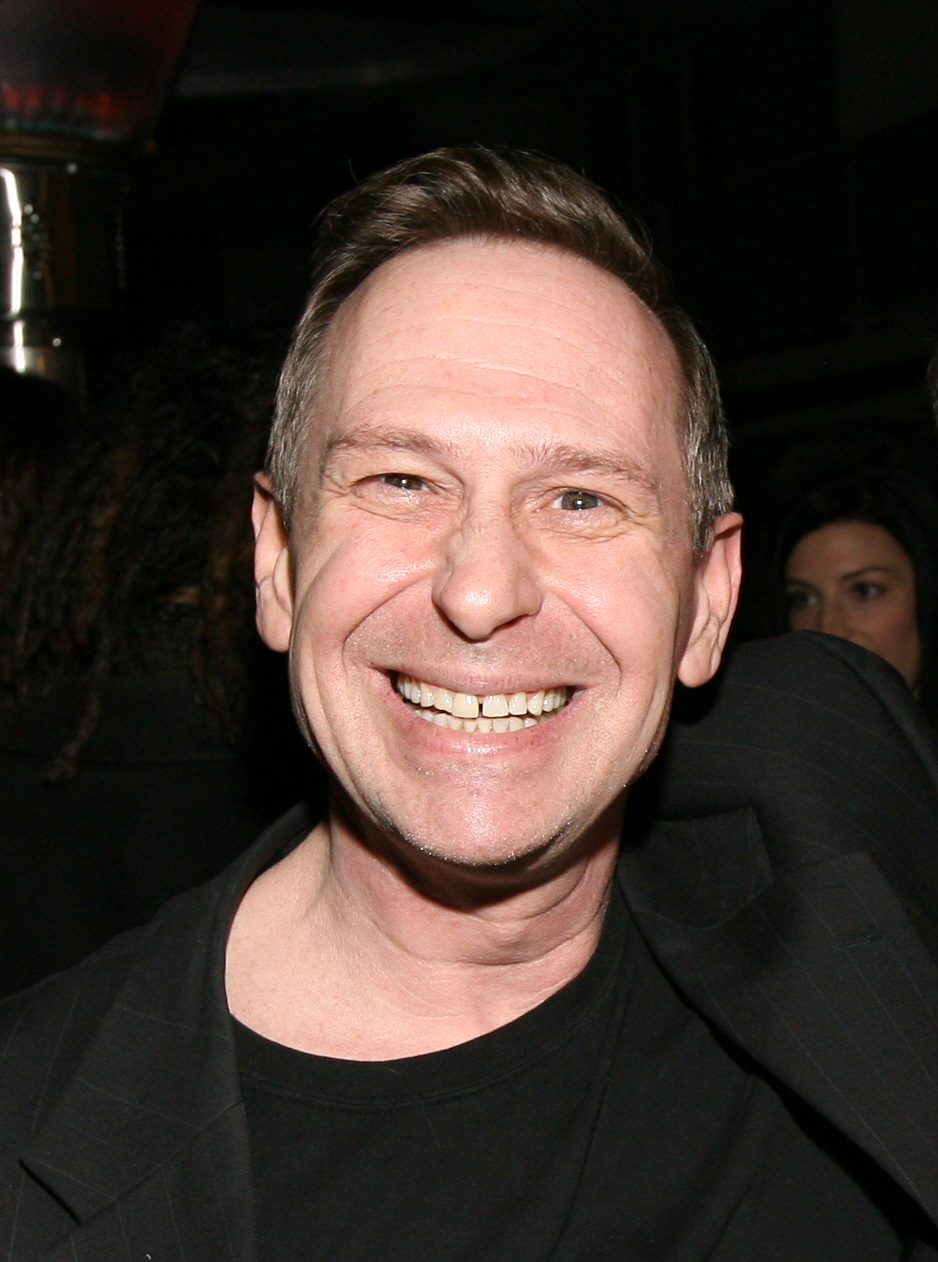
سكوت تومبسون (د. جيمي برايس)
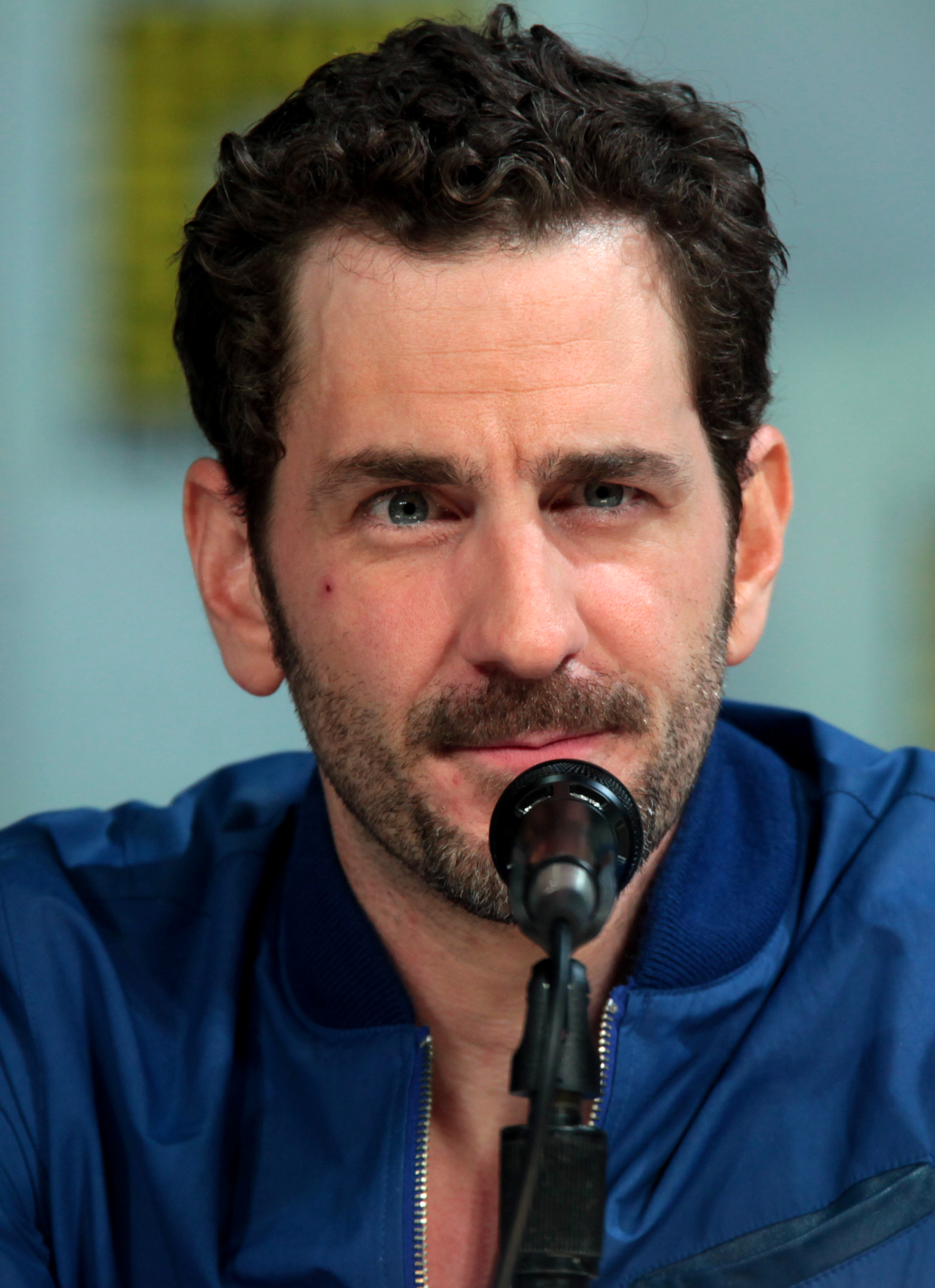
آرون ابرامز (براين زيلر)

### الشخصيات الثانوية

شخصيات المسلسل الرئيسية والثانوية من الموسم الأول

- راؤول إسبارسا بدور د. فريدريك تشيلتون، مدير مشفى بالتيمور للمرضى العقليين الجنائيين.
- لارا جان كورستيتسكي بدور فريدي لاوندز، مُدونة تابلويد تُدير موقعًا خاصة بالجرائم.
- كايسي رول بدور أبيغايل هوبز، ابنة وشريكة السفاح غاريت جيكوب هوبز، والتي تُكون علاقة «أب وابنة» معقدة مع ليكتر.
- ريتشارد ارميتاج بدور فرانسيس دولرهايد، قاتل متسلسل مُلقب بـ «جنية الأسنان» بسبب عادته في قضم جلد ضحاياه. (الموسم 3)
- مايكل بيت (الموسم 2) وجو اندرسون (الموسم 3) بدور ماسون فيرجر، شقيق مارغوت السادي، والذي ليس على وفاق مع الدكتور ليكتر.
- كاثرين إيزابيل بدور مارغوت فيرجر، إحدى مرضى د. ليكتر. عانت لسنواتٍ طويلة من سوء المعاملة من قِبل شقيقها، ماسون. (الموسم 2-3)
- آنا كلمسكي بدور ميريام لاس، متدربة فيدرالية وتلميذة جاك. تختفي فجأةً بشكلٍ غامض أثناء تحقيقها في قضية سفاح التشيسابيك. (الموسم 1-2)
- إدي آيزارد بدور د. آبيل غيديون، جَراح أُدخل لمشفى الأمراض العقلية بعد أن قام بقتل جميع أفراد عائلته، يقوم د. تشيلتون بتضليله للاعتقاد بأنه هو نفسه سفاح التشيسابيك.
- جينا توريس بدور بيلا كروفورد، زوجة جاك كروفورد، والتي تُعاني بيلا من سرطان الرئة غير قابل للعلاج.
- فلاديمير كيوبرت بدور غاريت جيكوب هوبز، سفاح معروف باسم «صرد مينيسوتا». وهو والد أبيغايل.
- سينثيا نيكسون بدور كايد برنال، محققة لدى مكتب المفتش العام. (الموسم 2)
- تاو أوكاموتو بدور تشيو، خادمة ليدي موراساكي، عمة هانيبال اليابانية. (الموسم 3)
- فورتوناتو تشيرلينو بدور رينالدو باتسي، مُحقق إيطالي يتعاون مع ويل في البحث عن هانيبال. (الموسم 3)
- نينا ارياندا بدور مولي غراهام، زوجة ويل التي ساعدته على تجاوز ماضيه المظلم والتي تَستمر بدعمه عندما يُطلب منه العودة إلى مكتب التحقيقات الفيدرالي. (الموسم 3)
- غلين فليشلر بدور د. كورديل دويملنغ، مُمرض ماسون فيرجر وتابعه المُخلص. (الموسم 3)
- روتينا ويسلي بدور ريبا مكلين، امرأة كفيفة تدخل في علاقة مع فرانسيس دولرهايد، غير مدركةً بأنه هو القاتل المُلقب بـ «التنين الأحمر». (الموسم 3)

## الإنتاج

### التطوير

البوستر الدعائي للموسم الأول ويتضمن هانيبال ليكتر (مادس ميكلسن)

بدأت NBC بتطوير فكرة المسلسل في 2011 حيث قامت مديرة قسم الدراما السابقة كاتي أوكونيل بجلب صديقها القديم براين فولر (الذي عَمل مسبقا ككاتب ومنتج لمسلسل Heroes لـ NBC) من أجل كتابة نص الحلقة الأولى للمسلسل. قدمت NBC الالتزام المالي للمسلسل قبل أن ينهي فولر كتابة نصه. في 14 فبراير، 2012 تجاوزت NBC مرحلة تطوير الحلقة الأولى عبر إعطاء المسلسل موسم أول مكون من 13 حلقة بناءً على متانة نص فولر. وبدأ إنتاج المسلسل سريعا بعد ذلك.
أخرج ديفيد سليد، مخرج فيلم 30 Days of Night، الحلقة الأولى وعَمل كمنتج منفذ أيضا. تم الاستعانة بخوسيه أندريس كـ«استشاري طهي لحوم البشر» لتوجيه طاقم العمل نحو الإجراءات الأنسب لإعداد لحم البشر.
ناقش فولر أمر الطلب المحدود للحلقات والقصة المتواصلة للمسلسل قائلا، «تطبيق نموذج قنوات الكيبل على قنوات الشبكة يعطينا الفرصة لعدم التباطؤ في سرد القصة لأن لدينا الكثير لنغطيه». متحدثا عن شخصية هانيبال بالتحديد قال فولر، «هناك اختلاف جميل في هانيبال خاصتنا. فهو لا يبدو كالشخص الشرير. لو لم يعلم المشاهدون حقيقته، لما كانوا ليتوقعوا شخصيته الحقيقية. ما لدينا هنا هو مبدأ ألفريد هتشكوك في الإثارة — أظهر للمشاهدين القنبلة الموضوعة تحت الطاولة ودعهم يرتعبون من موعد انفجارها». وصف فولر العلاقة بين غراهام وليكتر كـ «قصة حب»، قائلا «كما قال هانيبال [لـ غراهام] في بعض الأفلام، 'أنت تُشبهني بشكلٍ أكبر مما تدرك'. سوف نتطرق للمعنى الدقيق لهذه العبارة على مدار أول موسمين».

البوستر الدعائي للموسم الثاني ويتضمن ويل غراهام (هيو دانسي)

في البداية خطط فولر لأن يستمر المسلسل لسبعة مواسم: أول ثلاث مواسم عبارة عن مواد أصلية غير مقتبسة من سلسلة الكتب، الرابع يغطي أحداث التنين الأحمر، الخامس صمت الحملان، السادس هانيبال، والسابع والأخير يروي نهاية أصلية للمسلسل. لكن بعد نهاية الموسم الثاني قال فولر بأن رؤيته للمسلسل الآن تتضمن ستة مواسم، من خلال دمج مواد الكتب مع المسلسل بطريقة تختلف عما خطط مسبقا.
استخدم الموسم الثالث مواد متنوعة من روايات التنين الأحمر وهانيبال وتمرد هانيبال، حيث تَضمن قصة طفولة ونشأة مختلفة لـ د. ليكتر. ذكر فولر بأنه يريد إدخال شخصيات أخرى للمسلسل (مثل جايم غامب وكلاريس ستارلينغ) في حال حَصل على حقوق هذه الشخصيات من مترو غولدوين ماير. ابتدع فولر كل من شخصية فرانكلين فرويدوفو وتوبايس بَدج لأنه لم يستطع تأمين حقوق بنجامين راسبيل وجايم غامب من رواية صمت الحملان، وأضاف فولر أيضا بأنهم حاولوا الحصول على حقوق شخصية بارني ماثيوز، وهو موظف تنظيمي في مشفى بالتيمور الحكومي، لكن تم رفض طلبهم، لذلك ظهرت شخصية مبنية على بارني في الموسم الثاني باسم ماثيو براون، الذي كان نقيضًا تامًا لشخصية بارني الأصلية. سُميت د. بديليا دو مورييه تيمنًا بإحدى شخصيات مسلسل Creepshow ودافني دو مورييه.

البوستر الدعائي للموسم الثالث ويتضمن بديليا دو مورييه (جيليان أندرسون)

فيما يتعلق بالتأثيرات المُلهمة للمسلسل قال فولر: «عندما بدأت العمل على النص قلت لنفسي بوضوح 'ماذا كان ليفعل ديفيد لينش بشخصية هانيبال ليكتر ؟ إلى أية أماكن غريبة وغير متوقعة كان ليأخذ هذا العالم'، أنا معجب كبير بأعماله وبحسه الجمالي والفني وموسيقاه التصويرية الدقيقة. هذه هي العناصر التي شعرت بأنه من الضروري أن تكون جزءًا من قصة هانيبال ليكتر الخاصة بنا. ما بين لينش وكوبريك، هناك الكثير من الإلهام». أشار أيضا إلى ديفد كروننبرغ وداريو أرجنتو كتأثيرات على المسلسل، بالإضافة إلى توني سكوت كتأثير رئيسي على الموسم الثالث من المسلسل.

### التصوير
يتم تصوير هانيبال في تورونتو، أونتاريو، كندا. بدء تصوير الموسم الأول في 27 أغسطس، 2012. بدء الإنتاج للموسم الثاني في تورونتو في أغسطس 2013. بدأ تصوير الموسم الثالث في 20 أكتوبر 2014 في تورنتو أيضاً، وتم تصوير بعض المشاهد الخارجية في فلورنسا، إيطاليا وباليرمو.

### الإلغاء واحتمالية العودة
في 22 يناير، 2015، ألغت NBC المسلسل بسبب تدني نسب المشاهدة، ولكن سرعان ما بادر فولر بإجراء محادثات مع أمازون برايم ونتفلكس لتجديد المسلسل. في يوليو 2015، تم تسريح طاقم التمثيل بعد انقضاء فترة عقودهم. بالرغم من انقضاء فترة العقود، عبر كل من ميكلسن ودانسي عن رغبتهم باستعادة أدوارهم في حال استحوذت إحدى خدمات البث على المسلسل. لكن وجود اتفاقية حصرية للبث الحي مع أمازون، جَعل إمكانية إيجاد موزع جديد للمسلسل صعبة. في 6 يوليو، 2015 تم الكشف عن عدم رغبة كل من نتفلكس وأمازون بتجديد المسلسل، لكن فولر أكد بأنه لا يزال يبحث من حلٍ آخر. في 11 يوليو، 2015 عندما سُئل عن سبب عدم التجديد، عَلق فولر قائلا بأن نتفلكس لم تتمكن من تجديد المسلسل بسبب اتفاقية امازون الحصرية، وأن أمازون أردات تجديد المسلسل ولكن شريطة البدء بسرعة بينما أراد فولر المزيد من الوقت للانتهاء من النصوص مسبقا قبل بدء التصوير. ذكر فولر أيضا بأنه هو والمنتجين يبحثون إمكانية إنتاج فيلم سينمائي. بعد عرض الحلقة الأخيرة، ذكر فولر بأنهم يبحثون حاليا أمر تمويل فيلم سينمائي، وكما كَشف عن خطته لقصة صمت الحملان وعن احتمالية أن تجدد قناة ستارز المسلسل لاحقا، نظرا لعلاقته معهم في مسلسل آلهة أمريكية.
في ديسمبر 2015، عَبر ميكلسن عن رغبته بالعودة لموسم رابع، بينما ذَكر أيضا بأن جميع المُشاركين في العمل سوف يكونون سعيدين بنجاح المسلسل خلال فترة عرضه في حال لم يتسنى لهم العودة للعمل مع بعضهم البعض مجددا. في مايو 2016، عَلق ميكلسن على احتمالية عودة المسلسل، قائلا، «يعتمد الأمر كله على براين. فهو المفتاح والأساس والقلب. سنرى ماذا سيحل بمسيرته المهنة في المستقبل. لكن جميعنا نعلم بأنه يمكننا استئناف العمل بسهولة خلال سنتين أو ثلاث سنوات، هناك فواصل زمنية بين القصص. يمكننا الاستئناف مجددا، لنقل، بعد أربع سنوات. إذا كان براين جاهزًا للعودة، جميعنا سنعود أيضا». في يونيو 2016، ذكر فولر قائلًا، «طاقم التمثيل راغب بالعودة وأنا أيضا، المسألة فقط تتمثل في إيجاد الوقت المناسب لكي تتزامن جداول عمل الجميع، لكني أريد بشدة أن أتابع سرد بقية القصة مع هيو دانسي ومادس ميكلسن، إنهما متعاونان رائعَين، إنها حقًا من أفضل العلاقات التي حظيت بها خلال مسيرتي المهنية، لذا أود متابعة سرد القصة» وعَلق على قضية حقوق العرض حيث قال، «بعد أن يمضي سنتين على تاريخ آخر بث للمسلسل سوف يمككنا النظر في خياراتنا ... في أغسطس 2017 سوف يمكننا الحديث جديًا بالأمر. حينها سوف نرى موضوع حقوق الشخصيات والقصة، ونرى أيضًا الأطراف المهتمين وكيفية إنجاز الأمر. لدي القصة والطاقم متحمسٌ جدًا لها، لذلك نحن جاهزون في حال أراد طرفٌ منا البدء بالعمل».

## المواسم
| الموسم | الموسم | الحلقات | تاريخ البث الأصلي | تاريخ البث الأصلي                                       |
| الموسم | الموسم | الحلقات | بداية الموسم      | نهاية الموسم                                            |
| ------ | ------ | ------- | ----------------- | ------------------------------------------------------- |
|        | 1      | 13      | 4 أبريل، 2013     | 20 يونيو، 2013                                          |
|        | 2      | 13      | 28 فبراير، 2014   | 23 مايو، 2014                                           |
|        | 3      | 13      | 4 يونيو، 2015     | 27 اغسطس، 2015 (كندا) 29 اغسطس، 2015 (الولايات المتحدة) |

## البث العالمي
حصلت قناة Citytv على حقوق البث في كندا، مكان تصوير المسلسل.
في أوروبا، بتاريخ 10 أبريل، 2012 أي قبل سنة من تاريخ العرض الأصلي، حصلت شركة ProSiebenSat.1 Media على حقوق بث المسلسل في ألمانيا والنمسا وسويسرا والسويد والنرويج والدنمارك، وبدأ العرض في 2013. بدأت قناة Sky Living بعرض المسلسل في المملكة المتحدة وأيرلندا في 7 مايو، 2013.
في دول منطقة جنوب المحيط الهادئ، بدأ عرض المسلسل في أستراليا على شبكة Seven Network في منتصف أبريل، 2013، وفي نيوزلندا على قناة TV3 في 25 يناير، 2014. يُبث المسلسل في أمريكا اللاتينية عبر شبكة AXN. وتقوم شبكة OSN بالبث في الوطن العربي.
| الدولة/المنطقة   | القناة/الشبكة العارضة      | الدولة/المنطقة           | القناة/الشبكة العارضة |
| ---------------- | -------------------------- | ------------------------ | --------------------- |
| الولايات المتحدة | NBC                        | كندا                     | Citytv                |
| المملكة المتحدة  | Sky Living                 | جمهورية أيرلندا          | Sky Living            |
| أستراليا         | Seven Network              | نيوزيلندا                | TV3                   |
| ألمانيا          | ProSiebenSat.1 Media Group | الوطن العربي             | OSN                   |
| النمسا           | ProSiebenSat.1 Media Group | دول أمريكا اللاتينية (1) | AXN                   |
| سويسرا           | ProSiebenSat.1 Media Group | دول جنوب شرق آسيا (2)    | AXN                   |
| السويد           | ProSiebenSat.1 Media Group | دول شرق آسيا (3)         | AXN                   |
| النرويج          | ProSiebenSat.1 Media Group | اوروبا (4)               | AXN                   |
| الدنمارك         | ProSiebenSat.1 Media Group | باكستان                  | AXN                   |

- 1: الأرجنتين، بربادوس، بوليفيا، بونير، البرازيل، شيلي، كولومبيا، كوستاريكا، كوراساو، الإكوادور، السلفادور، غواتيمالا، هايتي، هندوراس، المكسيك، نيكاراغوا، بنما، باراغواي، بيرو، جمهورية الدومينيكان، سانت لوسيا، ترينيداد، أوروغواي، فنزويلا.[38]
- 2: بروناي، كمبوديا، اندونيسيا، ماليزيا، ميانمار، بابوا غينيا الجديدة، الفلبين، سنغافورة، سريلانكا، تايلاند، فيتنام.[38]
- 3: الصين، هونغ كونغ، تايوان، منغوليا.[38]
- 4: بلغاريا، كرواتيا، جمهورية التشيك، المجر، مقدونيا، بولندا، البرتغال، رومانيا، روسيا، صربيا، سلوفاكيا، سلوفينيا، إسبانيا.[38]

## الإستقبال

### الإستقبال النقدي

#### الموسم الأول
تلقى الموسم الأول مراجعات إيجابية على العموم من النقاد. على موقع ميتاكريتيك حصل الموسم الأول على 100/70 بناءً على 32 مراجعة نقدية، مشيرا إلى «مراجعات إيجابية عموما». أشادت جوان اوسترو من صحيفة The Denver Post بالمسلسل كـ «...قطعة مُشيدة بشكلٍ جيد ومكتوبة ببراعة،» ولكنها عَلقت «... بالرغم من أن درجة العنف هذه ليست أمرا أميل إليه، لكني انجذبت إلى الشخصيات بشدة». أعطى جيف جنسن من مجلة Entertainment Weekly المسلسل تقييم -A حيث كَتب «... هانيبال مُمثل ببراعة، وبديع من الناحية البصرية وتخريبيٌ بشكلٍ لذيذ».
براين لوري من مجلة Variety  وصف هانيبال بـ "... أمتع دراما قدمها التلفزيون منذ مدة،" وأثنى ثناءً خاصًا على الثلاثي المركزي للمسلسل والمكون من دانسي وميكلسن وفيشبورن. إريك غولدمان من موقع IGN أعطى المسلسل 10/9، قائلا "مسلسل بريكول حول هانيبال ليكتر عليه التغلب على الكثير من الأفكار المسبقة...لكن أحزر ماذا؟ لا شيء من ذلك يهم عندما تُشاهد المسلسل في الواقع، لأن هانيبال رائع". آلان سيبنوال من موقع HitFix وصف هانيبال بـ "المخيف والمؤرق والذكي والبديع جدا..." وأفضل مسلسل يتعلق بالسفاحين لهذا الموسم. في مراجعة شاملة ومتعمقة في الموسم الأول ككل، كُتب تود فانديرورف من موقع The A.V. Club بأن المسلسل يُصحح العنف "عديم الجدوى" الموجود بكثرة على شاشة التلفزيون و "ويُعيد جدية الغاية لنوعٍ أدبي بحاجة لها منذ مدةٍ طويلة... هانيبال مُهتمٌ بفكرة الموت والقتل كسُبل لإلقاء نظرة على أكبر الأسئلة التي تتعلق بالحياة. عندما لا يَتصرف المسلسل كدراما بوليسية، يكون قصة إثارة مُعقدة وملتوية، ولكنه ايضًا وبشكل مفاجئ مسلسل عميق يدور حول طب النفس وحالة العقل البشري. إختتم فانديرورف مراجعته قائلا بأن فولر أخذ مسلسلًا "كان لديه جميع العوامل والأسباب ليكون مجرد وسيلة رخيصة لكسب بعض المال، وقام بدل ذلك بتحويليه إلى أحد أفضل المسلسلات التلفزيونية".

#### الموسم الثاني
حصل الموسم الثاني على 100/88 على موقع ميتاكريتيك بناءً على 14 مراجعة نقدية، مشيرا إلى «إشادة عالمية». في أبريل 2014 أُختير هانيبال «كأفضل مسلسل» خلال تصويت أجراه موقع هيولو. حصل الموسم الثاني على نسبة 100% على موقع الطماطم الفاسدة، حيث كان الإجماع النقدي للموقع: «مع تصاوير قوية وقصة متينة لا يمكن التنبؤ بها، الموسم الثاني من هانيبال يواصل البناء على وعد الموسم الأول».
وصف مارك بيترز من مجلة Slate هانيبال بأنه «مسلسل مثير ومُعقد نفسيا يستحوذ على كامل الانتباه ومذهل من الناحية البصرية أيضا... ذلك النوع من الجواهر التي نادرا ما تجدها على قنوات الشبكات المفتوحة». لكنه علق على الشخصيات الأنثوية بأنها أقل تطورا من باقي الشخصيات. أشاد مات زولر سيتز من صحيفة New York بالمسلسل واصفا إياه بـ «المختلف كُليا عن أي شيء على التلفزيون أو أي شيء قد عُرض على التلفزيون سابقا». تابع آلان سيبنوال من موقع HitFix إشادته بالمسلسل مسلطاً الضوء بالأخص على أداء الطاقم التمثيل الرئيسي. اختاره موقع The A.V. Club كأفضل مسلسل في 2014 حيث كَتب بأن هانيبال كان «أفضل، وأكثر رحلة مشوقة مُصممة بأناقة على التلفزيون في 2014».
تَلقت الحلقة الأخيرة إشادة نقدية هائلة. إريك غولدمان من موقع آي جي إن أعطى الحلقة الأخيرة 10/10 حيث قال: «أنهى هانيبال موسمه الثاني الرائع عبر سلسلة أحداث مثيرة، مشوقة، وجريئة جدا» وأشاد أيضا بإخراج ديفيد سليد. أعطى موقع The A.V. Club الحلقة علامة "A" كاملة، حيث وَصفت الناقدة مولي ايكل الحلقة بـأنها «نهاية مثالية تماما لهذا الموسم». ووصفت الناقدة لورا اكيرز من موقع Den of Geek الحلقة بأنها «إلهية تمامًا» وذكرت بأنها نادرا ما وجدت نفسها تَتطلع لعودة مسلسل أكثر من هانيبال. مدحت إيما دابدين من موقع Digital Spy الحلقة بشدة، وبالأخص أداء ميكلسن، حيث وصفته بأنه «مُفترسٌ بشكلٍ مُقنعٍ جدًا...ولكن أيضًا حزينٌ ومُخيف في الوقت ذاته». اختارتها مجلة TV Guide كأفضل حلقة في 2014.

#### الموسم الثالث
تلقى الموسم الثالث مراجعات إيجابية جدا من معظم النقاد، حيث حصل على نسبة 97% على موقع الطماطم الفاسدة بناءً على 29 مراجعة، حيث كان الإجماع النقدي للموقع: «يُقدم براين فولر موسمًا مجنونا آخر من هانيبال، مصحوبا بعنفٍ دمويٍ بَهي بالإضافة لجانبٍ جميل من الدعابة الملتوية». على موقع ميتاكريتيك حصل الموسم الثالث على 100/84 بناءً على 15 مراجعة نقدية، مشيرا إلى «إشادة عالمية». كَتب جوشوا ريفيرا من موقع Business Insider بأن «هانيبال هو ذلك المسلسل الذي يضع كل ما لديه على الطاولة، ومن ثم يَنسف الطاولة ويقوم ببناء شيء أكثر سحرا من البقايا»، واصفا إياه بأحد أفضل المسلسلات على شاشة التلفزيون. أشاد دومينيك باتن من Deadline.com بالحلقات الأولى قائلا بأن المسلسل عاد على نحو أفضل من أي وقت مضى.

### الجوائز والترشيحات
| السنة | الجائزة                              | الفئة                            | المرشح                                  | النتيجة |
| ----- | ------------------------------------ | -------------------------------- | --------------------------------------- | ------- |
| 2013  | جوائز جمعية Online Film & Television | أفضل ممثلة ضيفة في مسلسل درامي   | جيليان أندرسون                          | رُشِّح     |
| 2013  | جوائز جمعية Online Film & Television | أفضل أغنية إفتتاحية جديدة لمسلسل |                                         | رُشِّح     |
| 2013  | جوائز جمعية Online Film & Television | أفضل إفتتاحية مسلسل جديدة        |                                         | رُشِّح     |
| 2014  | جوائز آي جي إن                       | أفضل ممثل                        | هيو دانسي                               | رُشِّح     |
| 2014  | جوائز آي جي إن                       | أفضل مسلسل رعب                   |                                         | فوز     |
| 2014  | جوائز آي جي إن                       | أفضل شخصية شريرة                 | مادس ميكلسن (بدور هانيبال)              | رُشِّح     |
| 2014  | جوائز آي جي إن                       | أفضل مسلسل تلفزيوني              |                                         | رُشِّح     |
| 2014  | جوائز آي جي إن                       | أفضل مسلسل تلفزيوني جديد         |                                         | فوز     |
| 2014  | جائزة زحل                            | أفضل مسلسل — شبكة تلفزيونية      |                                         | فوز     |
| 2014  | جائزة زحل                            | أفضل ممثل                        | هيو دانسي                               | رُشِّح     |
| 2014  | جائزة زحل                            | أفضل ممثل                        | مادس ميكلسن                             | فوز     |
| 2014  | جائزة زحل                            | أفضل ضيف شرف                     | جينا توريس                              | رُشِّح     |
| 2014  | جوائز اختيار النقاد للتلفزيون        | أفضل ممثل في مسلسل درامي         | هيو دانسي                               | رُشِّح     |
| 2014  | جوائز EWwy                           | أفضل مسلسل درامي                 |                                         | فوز     |
| 2014  | جوائز EWwy                           | أفضل ممثل ضيف، دراما             | مايكل بيت                               | رُشِّح     |
| 2014  | جوائز جمعية Online Film & Television | أفضل ممثل في مسلسل درامي         | مادس ميكلسن                             | رُشِّح     |
| 2015  | جائزة ستالايت                        | أفضل ممثل — مسلسل تلفزيوني درامي | مادس ميكلسن                             | رُشِّح     |
| 2015  | جائزة ستالايت                        | أفضل مسلسل درامي                 |                                         | رُشِّح     |
| 2015  | جوائز آي جي إن                       | أفضل مسلسل تلفزيوني              |                                         | فوز     |
| 2015  | جوائز آي جي إن                       | أفضل مسلسل رعب                   |                                         | فوز     |
| 2015  | جوائز آي جي إن                       | أفضل شخصية شريرة                 | مادس ميكلسن (بدور هانيبال)              | فوز     |
| 2015  | جوائز آي جي إن                       | أفضل حلقة                        | "Mizumono"                              | رُشِّح     |
| 2015  | جائزة زحل                            | أفضل مسلسل — شبكة تلفزيونية      |                                         | فوز     |
| 2015  | جائزة زحل                            | أفضل ممثل                        | هيو دانسي                               | فوز     |
| 2015  | جائزة زحل                            | أفضل ممثل                        | مادس ميكلسن                             | رُشِّح     |
| 2015  | جائزة زحل                            | أفضل ممثل مساعد                  | لورنس فيشبورن                           | فوز     |
| 2015  | جائزة زحل                            | أفضل ممثلة مساعدة                | كارولين دافيرناس                        | رُشِّح     |
| 2015  | جائزة زحل                            | أفضل ضيف شرف                     | مايكل بيت                               | رُشِّح     |
| 2016  | جوائز اختيار النقاد للتلفزيون        | أفضل ممثل في مسلسل درامي         | هيو دانسي                               | رُشِّح     |
| 2016  | جوائز اختيار النقاد للتلفزيون        | أفضل ممثل ضيف في مسلسل درامي     | ريتشارد ارميتاج                         | رُشِّح     |
| 2016  | جوائز آي جي إن                       | أفضل مسلسل تلفزيوني              |                                         | رُشِّح     |
| 2016  | جوائز آي جي إن                       | أفضل مسلسل رعب                   |                                         | فوز     |
| 2016  | جوائز آي جي إن                       | أفضل شخصية شريرة                 | ريتشارد ارميتاج (بدور فرانسيس دولرهايد) | رُشِّح     |
| 2016  | جوائز آي جي إن                       | أفضل حلقة                        | "The Wrath of the Lamb"                 | رُشِّح     |
| 2016  | جائزة زحل                            | أفضل مسلسل إثارة - آكشن          |                                         | فوز     |
| 2016  | جائزة زحل                            | أفضل ممثل                        | مادس ميكلسن                             | رُشِّح     |
| 2016  | جائزة زحل                            | أفضل ممثل مساعد                  | ريتشارد ارميتاج                         | فوز     |
| 2016  | جائزة زحل                            | أفضل ممثلة مساعدة                | جيليان أندرسون                          | رُشِّح     |

### مواسم المسلسلوتقديرات نيلسن
| الموسم | عدد الحلقات | بداية الموسم    | بداية الموسم          | نهاية الموسم   | نهاية الموسم          | الموسم التلفزيوني | متوسط المشاهدين (بالملايين) |
| الموسم | عدد الحلقات | التاريخ         | المشاهدين (بالملايين) | التاريخ        | المشاهدين (بالملايين) | الموسم التلفزيوني | متوسط المشاهدين (بالملايين) |
| ------ | ----------- | --------------- | --------------------- | -------------- | --------------------- | ----------------- | --------------------------- |
| 1      | 13          | 4 أبريل، 2013   | 4.36                  | 20 يونيو، 2013 | 1.98                  | 13–2012           | 2.90                        |
| 2      | 13          | 20 فبراير، 2014 | 3.27                  | 23 مايو، 2014  | 2.35                  | 14–2013           | 2.54                        |
| 3      | 13          | 4 يونيو، 2015   | 2.57                  | 29 اغسطس، 2015 | 1.24                  | 15–2014           | 1.31                        |

## وصلات خارجية
- الموقع الرسمي
- هانيبال على موقع IMDb (الإنجليزية)
- هانيبال على موقع ميتاكريتيك (الإنجليزية)
- هانيبال على موقع روتن توميتوز (الإنجليزية)
- هانيبال على موقع نتفليكس (الإنجليزية)
- هانيبال على موقع فيلمافينيتي (الإسبانية)
- هانيبال على موقع كينوبويسك (الروسية)
- هانيبال على موقع ألو سيني (الفرنسية)
- هانيبال على موقع قاعدة بيانات الفيلم (الإنجليزية)
- هانيبال على موقع الطماطم الفاسدة
- هانيبال على موقع ميتاكريتيك